# Вильота, Франсиско
Франсиско Вильота Бакиола (исп. Francisco Villota Baquiola); 18 ноября 1873, Мадрид, Испания — 1949, Мадрид, Испания) — испанский пелотист, чемпион летних Олимпийских игр 1900.
На Играх Виллота вместе с другим испанцем Хосе де Амесола соревновался в баскской пелоте. Всего был один матч против французов Мориса Дуркуэтти и Эчегерайя, который испанская команда выиграла.